# KBS交響樂團
KBS交響樂團（韓語：KBS 교향악단），為韓國最著名的交響樂團，韓国放送公社（KBS）所属。它在1956年於韓國放送公社（KBS）成立。
在1969年至1981年，它成為一個國營組織，更名為韓國國家交響樂團。在此期間，他們主要在韓國國立劇場表演。1979年它們第一次海外巡迴演出，地點是美國。在1981年樂團恢復了以前的名稱，設立了新的職位如總經理、首席客座指揮和專職指揮，它們隨後在海外導賞於日本（1985&1991）和東南亞（1984）。1991年10月他們在聯合國大會表演。
在2000年和2002年，他們與北韓國家交響樂團在漢城和平壤表演。2002年還舉辦“友好交流音樂會”，與日本NHK交響樂團和中國交響樂團共演。
他們主要在KBS電視台音樂廳和首爾藝術中心表演。

## 外部連結
- 官方网站（英文）
- KBS交響樂團：首爾市旅遊網